# Notre petite sœur
Pour plus de détails, voir Fiche technique et Distribution.
Notre petite sœur (海街diary, Umimachi Diary, litt. « Le journal de la ville de la mer ») est un film japonais réalisé par Hirokazu Kore-eda, sorti en 2015. Il met en vedette Haruka Ayase, Masami Nagasawa, Kaho et Suzu Hirose. Le scénario est écrit par Hirokazu Kore-eda, d'après la série de manga Kamakura Diary de Akimi Yoshida.
Le film étudie les relations qui se créent entre trois sœurs ainées et la « petite sœur ».

## Synopsis
Sachi Kōda, Yoshino Kōda et Chika Kōda, trois sœurs d'une vingtaine d'années, vivent dans la maison de leurs grands-parents à Kamakura. Leurs parents sont divorcés. Un jour, elles apprennent la mort de leur père, qu'elles n'ont pas vu depuis quinze ans. À l'enterrement, elles rencontrent leur demi-sœur, Suzu Asano, âgée de 14 ans, qui vit avec sa belle-mère et son beau-frère. Observant le comportement de la belle-mère à l'enterrement, Sachi devine que Suzu a pris soin de leur père à sa mort, pas la belle-mère. À la gare, Sachi invite spontanément Suzu à venir vivre avec elles dans la maison familiale. 
Suzu rejoint l'équipe de football locale et devient populaire à mesure que la relation se développe.

## Fiche technique
- Titre original : 海街diary (Umimachi Diary?)
- Titre français : Notre petite sœur
- Réalisation : Hirokazu Kore-eda
- Scénario : Hirokazu Kore-eda, d'après le manga Kamakura Diary d'Akimi Yoshida
- Musique : Yōko Kanno
- Direction artistique : Keiko Mitsumatsu et Mami Kagamoto
- Décors : Ayako Matsuo
- Photographie : Mikiya Takimoto
- Son : Yutaka Tsurumaki
- Montage : Hirokazu Kore-eda
- Pays de production :  Japon
- Langue originale : japonais
- Format original : couleur - 1,85:1 - 35 mm - Dolby Digital
- Genre : drame
- Durée originale : 128 minutes[2]
- Dates de sortie :
  - Japon : 13 juin 2015[2]
  - France : 28 octobre 2015[3]

## Distribution
- Haruka Ayase (VF : Anneliese Fromont) : Sachi
- Masami Nagasawa (VF : Anna Sigalevitch) : Yoshino
- Kaho (VF : Chloé Stefani) : Chika
- Suzu Hirose (VF : Lévanah Solomon) : Suzu
- Ryō Kase : Minami Sakashita
- Ryohei Suzuki (en) : Yasuyuki Inoue
- Takafumi Ikeda : Hamada
- Kentarō Sakaguchi : Tomoaki Fujii
- Ōshirō Maeda : Fūta Ozaki
- Kirin Kiki (VF : Frédérique Cantrel) : Fumiyo Kikuchi
- Lily Franky : Sen'ichi Fukuda
- Jun Fubuki : Sachiko Ninomiya
- Shin'ichi Tsutsumi : Dr Kazuya Shiina
- Shinobu Ōtake : Miya Sasaki

Version française
Studio de doublage :
Direction artistique : Hervé Icovic
Adaptation :
 Source et légende : version française (VF) sur RS Doublage et le site d’AlterEgo (la société de doublage)

## Distinctions

### Récompenses
- Japan Academy Prize 2016 :
  - Meilleur film[6]
  - Meilleur réalisateur pour Hirokazu Kore-eda[6]
  - Meilleure photographie pour Mikiya Takimoto[6]
  - Meilleur éclairage pour Norikiyo Fujii[6]
  - Meilleure nouvelle actrice pour Suzu Hirose[6]

### Sélections et nominations
- Festival de Cannes 2015 : sélection officielle[7]
- Japan Academy Prize 2016 :
  - Meilleure actrice pour Haruka Ayase[6]
  - Meilleure actrice dans un second rôle pour Kaho et Masami Nagasawa[6]
  - Meilleur scénario pour Hirokazu Kore-eda[6]
  - Meilleure direction artistique pour Keiko Mitsumatsu[6]
  - Meilleur son pour Yutaka Tsurumaki[6]
  - Meilleur montage pour Hirokazu Kore-eda[6]